# 花山温泉

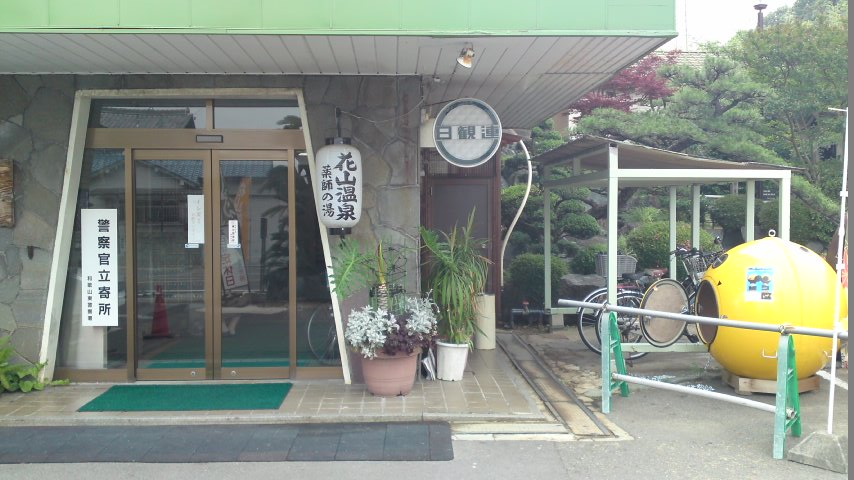
花山温泉入り口

花山温泉（はなやまおんせん）は、和歌山県和歌山市鳴神574の地下を掘削した結果、得られた温泉である。

## 泉質
花山温泉の泉質は、主要な陰イオンとして塩化物イオンを含有した、塩化物泉に分類される温泉である。ただ、二酸化炭素が2.631 (mg/kg)遊離してくる程に、二酸化炭素を多く含有しているため、この二酸化炭素が地下で溜まって、圧力が上昇する事により、地下から間欠的に自噴している

。
さらに、主要な陽イオンとして、鉄やカルシウムやマグネシウムなども含有しているため、泉質表示では「含二酸化炭素・鉄 - カルシウム・マグネシウム - 塩化物泉」などと表示されている。その温泉水中の溶存物質の総量は、19.75 (g/kg)に達する

。
このような泉質であるため、地上に噴出後には二酸化炭素が大気中へと散逸するため、石灰華が風呂などに析出する

。
ただし、鉄イオンも含まれているため、それが大気中の酸素によって酸化されて、酸化鉄に変化するため、この石灰華は赤褐色を呈する。これに対して、地下の貧酸素の状態では、酸化鉄が生成し難いため、地下から噴出した直後の湯色は、薄い黄色と、色が異なる。
なお、飲泉も可能だが、マグネシウムの苦味が強く

、鉄も含有されているために鉄の味もするため、その不味さは国見温泉と並んで有名である。

## 温泉地
花山温泉は、海岸まで続いている紀ノ川の河口部の沖積平野と、その東側の丘陵地とが接する付近に位置している

。
また、阪和自動車道沿いの西側に有り、阪和自動車道を挟んで東側には、花山と呼ばれる標高77 mの山も有る。この花山の南麓は、花山団地として宅地整備された。花山温泉には、一軒宿の「花山温泉」が存在し、鳴神貝塚と隣接している

。

### 風呂
宿泊利用以外に、日帰り入浴も受け付けている。温泉水には溶存物質が多く、湯口や風呂には湯の華が析出し、付着している。なお、源泉温度そのままの低温浴槽と、加熱した浴槽とが設けられており、これらを交互に入浴する事も可能である。

### アクセス
鉄道では、日前宮駅が最寄り駅であり、そこから東北東に約1.2 km程度の距離である。なお、和歌山駅から見ると、ほぼ和歌山県道145号鳴神木広線を東へ進む経路で、約3 kmの距離が有る

。
和歌山駅から路線バスに乗る方法も有るものの、花山温泉へ直行する路線バスは運行されておらず、最寄りのバス停からでも500 m程度の距離が有る
。

## 歴史
この場所で1965年に温泉の試掘が行われ、地下501 mから温泉を得た

。
なお、一軒宿は1968年に開業した。